# Hanumán

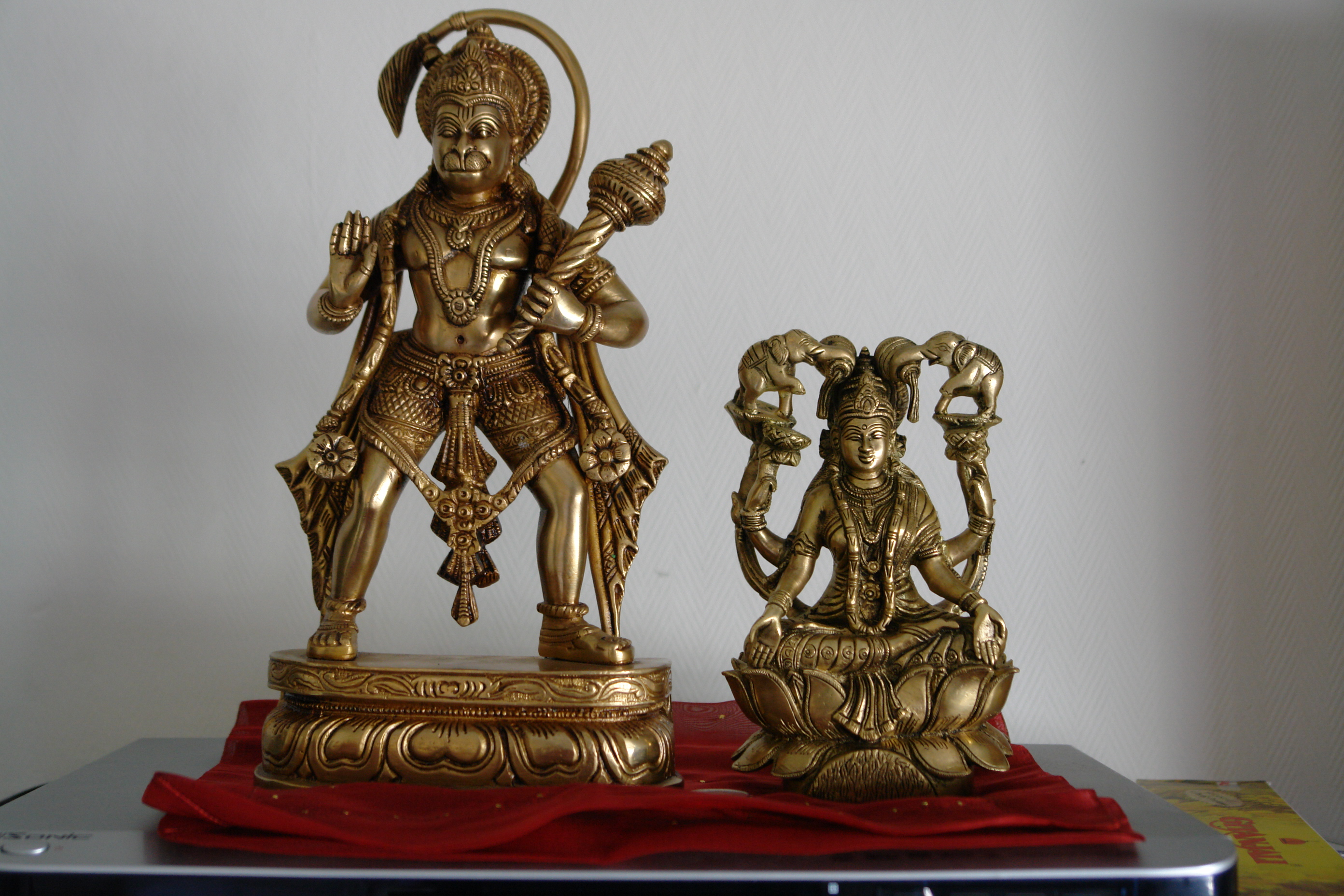
Hanumán pomáhá Rámovi

Hanumán (v sanskrtu हनुमान्, „ten s čelistí“) je hinduistický bůh v podobě opice (hulman posvátný). Objevuje v eposu Rámájana jako pomocník prince Rámy. 
Ráma je považován za vtělení boha Višnua do lidské podoby. Ráma, Hanumán a Síta jsou klíčovými postavami celého starověkého eposu Rámájana. Hanumán jako "opičí bůh", tedy další zoomorfní božstvo jako Ganéša (se sloní tváří), pomáhá princi Rámovi v těžkém boji proti démonovi Rávanovi. Indové označují Hanumána za polobožskou bytost. Hanumán má i své chrámy a na některých místech v Indii se těší velké popularitě. 
Jeden z dalších významů slova vychází ze sanskrtského han (zabíjet nebo ničit) a maana (pýcha), jež lze interpretovat jako "ten, který ničí falešnou pýchu". 
Hanuman je obrazem člověka, který dosahuje vysoké vnitřní sebekontroly. Hanuman má nadvládu nad svými smysly, které dosáhl disciplinovaným životem (vnitřním celibátem a láskou k bohu). Je také obrazem jogína, který vykonává své činnosti bez připoutanosti. Symbolicky bývá popisován jako bůh síly, bůh poznání a lásky k bohu, pán celibátu a vítězství, nejvyšší ničitel toho, co  způsobuje utrpení a ochránce žáků duchovní cesty. 
Hanumán se narodil v období trétájuga, tedy ve věku v hinduistickém kalendáři, který proběhl mnohem dříve než děj v Mahábháratě. Některé hinduistické zdroje uvádějí, že je vtělením boha Šivy. Z tohoto důvodu je tedy naprosto akceptovatelné uctívat Hanumána, tedy Šivovu energii, kdy Šiva přichází v podobě opice a Višnu jako člověk inkarnovaný do prince Rámy.
Hanumán měl silný osobní vztah s indickým bohem Súrjou, který si jej po dlouhých prosbách vzal za svého žáka. Když byla Rámova manželka Síta unesena, Ráma se ji vydal hledat – nevěděl ještě totiž, na jaké místo byla unesena. Na cestě se dostal do opičího království, jehož králem byl Sugríva, který byl zároveň i synem boha Súrji. Sugríva jim doporučil Hanumána jako pomocníka, který k nim přišel v převlečení za bráhmana.
Po porážce démona Rávany Hanumán odchází zpět do Himálaje.